# Circuito internazionale di Buriram
Il circuito internazionale di Buriram (conosciuto anche, per ragioni di sponsorizzazione, come Chang International Circuit) è un circuito per competizioni motociclistiche e automobilistiche situato nella città di Buriram in Thailandia, costruito nel 2014. Dal 2015 fa parte del calendario del Campionato mondiale Superbike e nel 2018 entra a far parte di una delle 19 gare valevole per il Motomondiale 2018.

## Risultati

### Motomondiale
| Anno | MotoGP            | Moto2             | Moto3                 |
| ---- | ----------------- | ----------------- | --------------------- |
| 2018 | Marc Márquez      | Francesco Bagnaia | Fabio Di Giannantonio |
| 2019 | Marc Márquez      | Luca Marini       | Albert Arenas         |
| 2022 | Miguel Oliveira   | Tony Arbolino     | Dennis Foggia         |
| 2023 | Jorge Martín      | Fermín Aldeguer   | David Alonso          |
| 2024 | Francesco Bagnaia | Arón Canet        | David Alonso          |
| 2025 | Marc Márquez      | Manuel González   | José Antonio Rueda    |